# Робертс, Дэнни
Дэ́нни Ро́бертс (англ. Danny Roberts; род. 14 июля 1987, Лондон) — английский боец смешанного стиля, представитель полусредней весовой категории. Выступает на профессиональном уровне начиная с 2010 года, известен по участию в турнирах бойцовских организаций UFC, Cage Warriors и др.

## Биография
Дэнни Робертс родился 14 июля 1987 года в Лондоне, Англия. Детство провёл в Бристоле, где ещё в подростковом возрасте начал заниматься боксом.
В 2008—2009 годах выступал в боксе на профессиональном уровне, одержал три победы и потерпел два поражения.

### Начало профессиональной карьеры
Дебютировал в смешанных единоборствах на профессиональном уровне в декабре 2010 года, выиграв у своего соперника техническим нокаутом в первом же раунде. Дрался в небольших британских промоушенах — из большинства поединков выходил победителем, однако в декабре 2011 года потерпел первое поражение — сдачей от малоизвестного бойца Павла Дорофтея.
Начиная с 2011 года также выступал в крупной английской организации Cage Warriors, где в общей сложности выиграл шесть боёв, в том числе отметился победой нокаутом над достаточно известным соотечественником Джимом Уоллхедом.

### Ultimate Fighting Championship
Имея в послужном списке 11 побед и только одно поражение, Робертс привлёк к себе внимание крупнейшей бойцовской организации мира Ultimate Fighting Championship и в сентябре 2015 года подписал с ней долгосрочный контракт. Дебютировал в октагоне UFC уже в декабре, выиграв технической сдачей у Нейтана Коя.
В 2016 году единогласным решением судей победил Доминика Стила, заработав при этом бонус за лучший бой вечера, но затем проиграл нокаутом Майку Перри.
В 2017 году нокаутировал Бобби Нэша, но в следующем бою сам оказался в нокауте, проиграв Нордину Талебу.
В 2018 году взял верх над такими бойцами как Оливер Энкамп и Давид Завада — во втором случае получил ещё одну награду за лучший бой вечера.
В 2019 году досрочно проиграл двум бразильцам, Клаудиу Силве и Мишелу Перейре .

## Статистика в профессиональном ММА
| Боёв 22  | Побед 17 | Поражений 5 |
| -------- | -------- | ----------- |
| Нокаутом | 8        | 3           |
| Сдачей   | 5        | 2           |
| Решением | 4        | 0           |

| Результат | Рекорд | Соперник            | Способ                          | Турнир                                  | Дата             | Раунд | Время | Место               | Примечание                        |
| --------- | ------ | ------------------- | ------------------------------- | --------------------------------------- | ---------------- | ----- | ----- | ------------------- | --------------------------------- |
| Победа    | 17-5   | Зелим Имадаев       | KO (удар рукой)                 | UFC Fight Night: Zabit vs. Kattar       | 9 ноября 2019    | 2     | 4:54  | Москва, Россия      |                                   |
| Поражение | 16-5   | Мишел Перейра       | KO (удары)                      | UFC Fight Night: dos Anjos vs. Lee      | 18 мая 2019      | 1     | 1:47  | Рочестер, США       |                                   |
| Поражение | 16-4   | Клаудиу Силва       | Сдача (рычаг локтя)             | UFC Fight Night: Till vs. Masvidal      | 16 марта 2019    | 3     | 3:37  | Лондон, Англия      |                                   |
| Победа    | 16-3   | Давид Завада        | Раздельное решение              | UFC Fight Night: Shogun vs. Smith       | 22 июля 2018     | 3     | 5:00  | Гамбург, Германия   | Бой вечера.                       |
| Победа    | 15-3   | Оливер Энкамп       | KO (удар рукой)                 | UFC Fight Night: Werdum vs. Volkov      | 17 марта 2018    | 1     | 2:12  | Лондон, Англия      |                                   |
| Поражение | 14-3   | Нордин Талеб        | KO (удары)                      | UFC on Fox: Lawler vs. dos Anjos        | 16 декабря 2017  | 1     | 0:59  | Виннипег, Канада    |                                   |
| Победа    | 14-2   | Бобби Нэш           | KO (удары руками)               | UFC Fight Night: Nelson vs. Ponzinibbio | 16 июля 2017     | 2     | 3:59  | Глазго, Шотландия   |                                   |
| Поражение | 13-2   | Майк Перри          | KO (удары)                      | UFC 204                                 | 8 октября 2016   | 3     | 4:40  | Манчестер, Англия   |                                   |
| Победа    | 13-1   | Доминик Стил        | Единогласное решение            | UFC 197                                 | 23 апреля 2016   | 3     | 5:00  | Лас-Вегас, США      | Бой вечера.                       |
| Победа    | 12-1   | Нейтан Кой          | Техническая сдача (треугольник) | UFC Fight Night: Namajunas vs. VanZant  | 10 декабря 2015  | 1     | 2:46  | Лас-Вегас, США      |                                   |
| Победа    | 11-1   | Джим Уоллхед        | KO (удары руками)               | CWFC 68                                 | 3 мая 2014       | 1     | 4:49  | Ливерпуль, Англия   |                                   |
| Победа    | 10-1   | Хуан Мануэль Суарес | Единогласное решение            | CWFC 64                                 | 15 февраля 2014  | 3     | 5:00  | Кентиш-Таун, Англия |                                   |
| Победа    | 9-1    | Хенри Фадип         | Сдача (удушение сзади)          | CWFC 57                                 | 20 июля 2013     | 3     | 3:34  | Ливерпуль, Англия   | Бой в промежуточном весе 81,6 кг. |
| Победа    | 8-1    | Диего Гонсалес      | TKO (удары)                     | CWFC 54                                 | 4 мая 2013       | 2     | 3:02  | Кардифф, Уэльс      |                                   |
| Победа    | 7-1    | Джек Мейсон         | Сдача (рычаг локтя)             | CWFC 48                                 | 21 июля 2012     | 2     | 2:46  | Кентиш-Таун, Англия |                                   |
| Поражение | 6-1    | Павел Дорофтей      | Сдача (скручивание пятки)       | UCC 10                                  | 16 декабря 2011  | 1     | 1:21  | Манчестер, Англия   |                                   |
| Победа    | 6-0    | Шон Ломас           | Единогласное решение            | UCC 10                                  | 16 декабря 2011  | 2     | 5:00  | Манчестер, Англия   |                                   |
| Победа    | 5-0    | Шон Ломас           | Сдача (удушение сзади)          | Cage Conflict 11                        | 29 октября 2011  | 1     | 3:32  | Ливерпуль, Англия   |                                   |
| Победа    | 4-0    | Аурелиюс Керпе      | Сдача (удушение Д’Арси)         | Raw 1                                   | 11 сентября 2011 | 2     | 2:43  | Ливерпуль, Англия   |                                   |
| Победа    | 3-0    | Дэвид Хауэлл        | TKO (удары коленями)            | CWFC 43                                 | 9 июля 2011      | 2     | 2:26  | Кентиш-Таун, Англия |                                   |
| Победа    | 2-0    | Мэтт Росс Франкомб  | KO (удары)                      | OMMAC 9                                 | 5 марта 2011     | 2     | 1:27  | Ливерпуль, Англия   |                                   |
| Победа    | 1-0    | Дариус Кунцевичюс   | TKO (удары коленями)            | OMMAC 8                                 | 4 декабря 2010   | 1     | 0:47  | Ливерпуль, Англия   |                                   |